# Человек-муравей (Эрик О’Греди)
Эрик О'Греди (англ. Eric O'Grady) — третий персонаж комиксов, издаваемых компанией Marvel Comics, носивший имя Человек-муравей (англ. Ant-man).

## История публикаций
Третий Человек-муравей создан писателем Робертом Киркманом и художником Филом Хестером и впервые появился в «The Irredeemable Ant-Man» № 1 в сентябре 2006 года, где был главным героем. Название «Irredeemable» («Неисправимый») указывало на аморальные характер и поведение героя. Эта серия была отменена после выпуска № 12. С Avengers: The Initiative № 8 О’Грейди присоединился к заглавной команде. Он ушёл после Avengers: The Initiative № 20 и с Thunderbolts № 128, является членом новой команды Громовержцев. После событий Осады он становится членом Тайных Мстителей. Начиная с ноября 2010 года он появился вместе с Генри Пимом в трёх выпусках мини-серии Ant-Man and the Wasp Тима Сили.
Человек-муравей появлялся как регулярный персонаж в серии Secret Avengers 2010-2013 годов начиная с выпуска № 1 (июль 2010), в выпуске № 23 (апрель 2012 года) была показана его смерть; после чего персонаж был заменён на андроида со всеми его воспоминаниями, который взял имя Чёрный муравей в выпуске № 32, показал себя как антагонист в выпуске № 36, прежде чем исчезнуть в своём заключительном выпуске № 37 (март 2013 года).

## Биография
Эрик О’Греди был агентом организации Щ.И.Т. и случайно наткнулся на костюм Человека-муравья в штаб-квартире организации. Он обладает низкой моралью и готов обманывать, воровать и манипулировать людьми для того, чтобы продвигаться в жизни. Эрик украл костюм для своих собственных эгоистичных планов, которые включают использование своего статуса как «супер-героя» чтобы соблазнить женщин и унижать и мучить других. Был членом Инициативы, Громовержцев и Тайных Мстителей.

## Способности и оборудование
Во время ношения брони Человека-муравья, О'Греди имеет возможность сократиться до размеров насекомого, сохраняя силы в полном размере. Он также имеет две роботизированные руки, которые может освободить из задней части брони при уменьшении. Основным видом транспорта является реактивный ранец, который так же можно снять и использовать как оружие, повернув струи пламени на врага. Он также имеет возможность общаться с насекомыми во время ношения костюма. Тем не менее, он получил недостаточную подготовку в использовании этой способности, и ему не хватает мастерства.
После присоединения к Инициативе выяснилось, что броня О'Греди является прототипом костюма Солдат Человек-муравей, который может также увеличить размер О'Греди.
Когда он вступил в Тайные Мстители, его костюм был переработан и стал походить на оригинальный костюм Человека-муравья. Перчатки были оснащены жалами, похожими на жала Осы.

## Появления вне комиксов
- Эрик О’Греди упоминается в качестве сотрудника Щ.И.Т. в мультсериале «Мстители. Величайшие герои Земли» во время нападения на авианосец Красного Халка в серии «Кошмар в красном».
- Эрик О’Греди появляется в анимированном комиксе Женщина-паук, где его озвучил Джеффри Хедквист.
- Эрик О'Греди упоминается в MMORPG игре Marvel Heroes на одном из игровых предметов, под названием Insignia of Eric O'Grady в классе Shield Insignia

## Критика и отзывы
В мае 2011 года Эрик О’Греди занял 82 место в списке «Сто лучших персонажей комиксов всех времён» по версии IGN.